# John Conolly
John Conolly (Market Rasen, 27 maggio 1794 – Ealing, 5 marzo 1866) è stato uno psichiatra britannico.

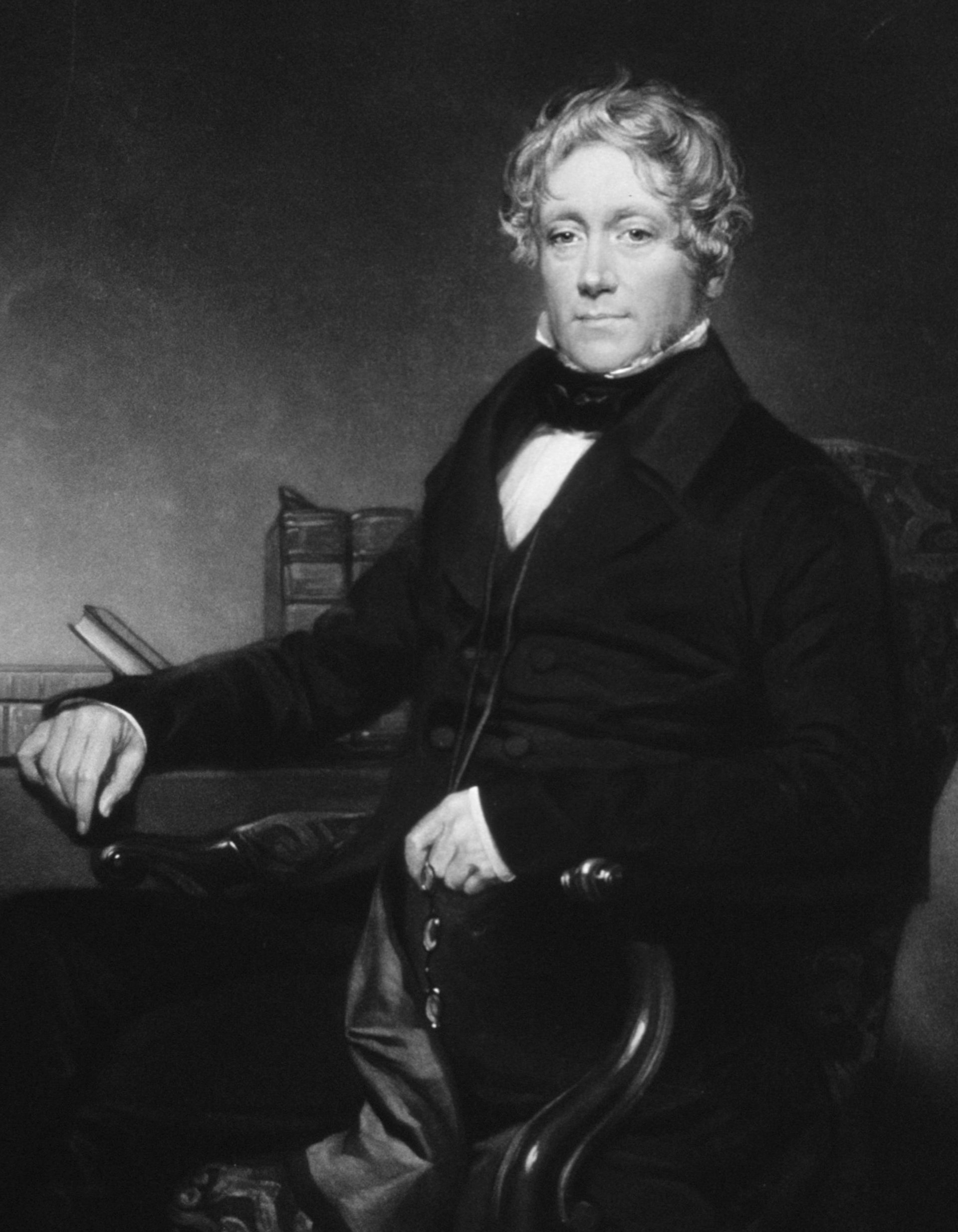
John Conolly

Con la pubblicazione del volume "Indications of Insanity" nel 1830 possiamo scrivere che egli fu senz'altro un pioniere nel trattamento dei malati mentali dove affermò il principio della "non contenzione forzata" dei pazienti, sebbene tale uso venga ancora utilizzato in paesi civilizzati come gli Stati Uniti dove provoca almeno 100 morti all'anno, come rivela un rapporto della Food and Drug Administration.
Probabilmente Conolly si ispirò alle ricerche effettuate dai medici psichiatri Philippe Pinel e Vincenzo Chiarugi, ma erano gli albori del trattamento psichiatrico al quale Conolly apportò significative ed importanti miglioramenti, elaborando in maniera più moderna i loro insegnamenti.

## Biografia
La famiglia era di origini irlandesi ed anche il cognome può aver subito variazioni: Connolly, Connelly, ma pare che potrebbe derivare dal gaelico Conghalac che significa "valoroso".
Dopo il servizio militare di quattro anni ed il periodo di un anno trascorso in Francia, si laureò in medicina all'Università di Edimburgo nel 1821 con una tesi intitolata “De statu mentis in insania et melanchonia”, ma la psichiatria era ancora lontana dal rango di medicina fondamentale.
Dopo la pubblicazione del volume "Indications of Insanity" nel 1830, ottenne nel 1839 la nomina a primario nel manicomio Middlesex County Asylum, un sobborgo di Londra, quello che in futuro si chiamerà West London St. Bernard’s Hospital. Ed è qui che iniziò a mettere in pratica le sue innovative idee, grazie anche all'appoggio di altri due medici: Sir Charles Hastings e Sir John Forbes.
I risultati del suo lavoro saranno raccolti nel fondamentale volume “The treatment of the insane without mechanical restraints”. edito nel 1856, così importante che l'editore Einaudi l'ha tradotto e pubblicato nel 1974 col titolo "Trattamento del malato di mente senza metodi costrittivi", nonostante i numerosi studi siano stati prodotti sulla scienza psichiatrica che abbiano ormai superato quelli di Conolly.
I contrasti e l'opposizione dominante furono molto forti, ma grazie alla determinazione e ai risultati ottenuti da Conolly, in breve tempo, i suoi principi vennero accettati in tutta la Gran Bretagna.
Lasciò il manicomio nel 1844 anche se proseguì la sua attività di medico fino al 1852, quando gli venne conferita una laurea honoris causa insieme agli altri due medici con cui aveva condiviso le sue avventure: Hastings e Forbes.

## Famiglia e discendenza

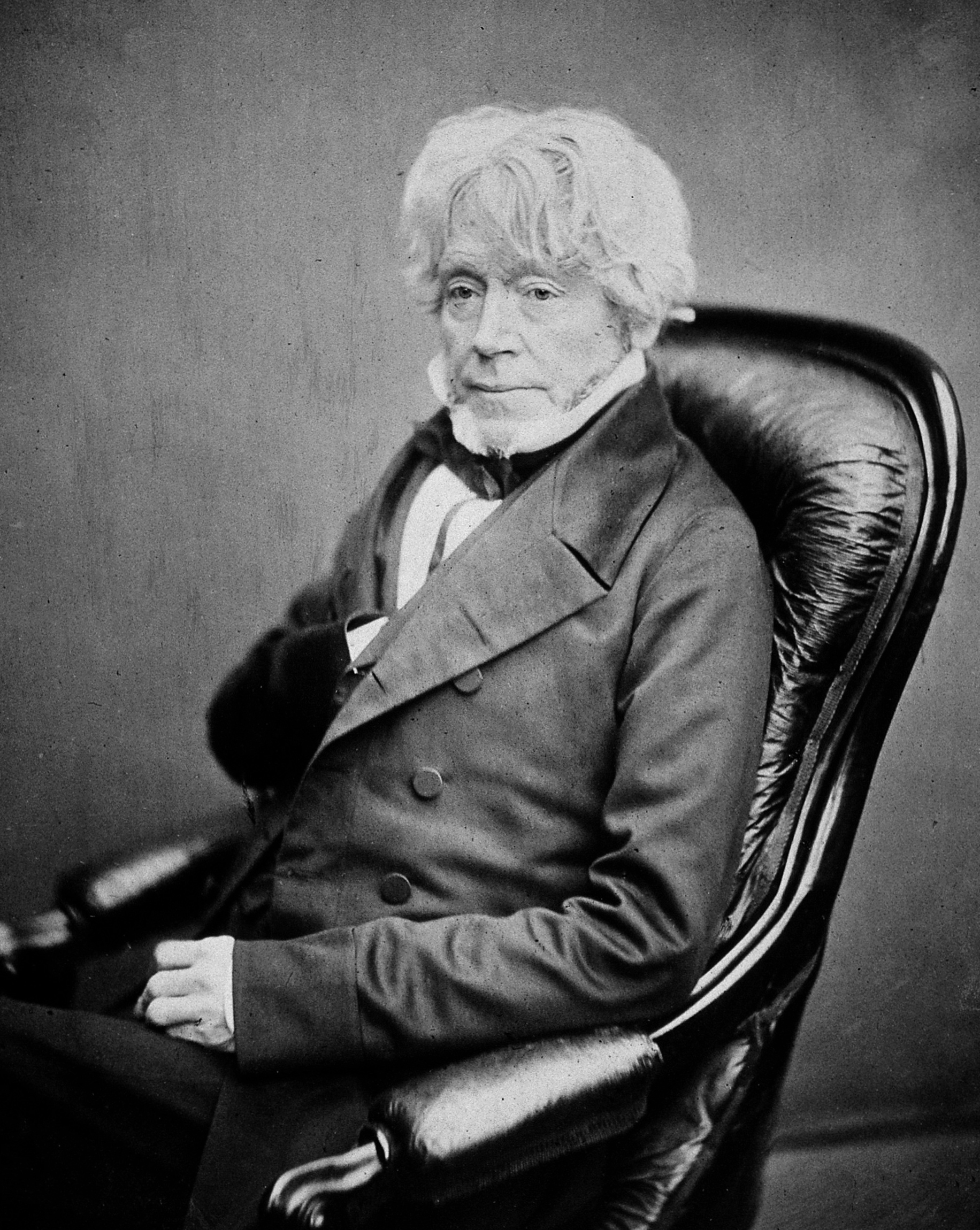
John Conolly in età matura

Sposò Elisabeth Collins, figlia di un capitano di marina ed ebbe quattro figli: un maschio e tre femmine.
Il figlio Edward Tennyson Conolly divenne avvocato nel 1852 e nel 1865 emigrò in Nuova Zelanda dove, oltre alla professione legale ha esercitato anche quella politica, inserendo i concetti di riabilitazione nel sistema penale neozelandese. Morì ad Auckland nel 1908.
La seconda figlia, Sophia Jane, sposò nel 1852, Thomas Harrington Tuke, psichiatra, studente e amico di Conolly, di cui seguì gli insegnamenti nella gestione del manicomio che gli era stato affidato. Ebbe 8 figli, due dei quali continuarono il lavoro del padre. Tuke morì nel 1888.
L'ultima figlia, Ann, sposò nel 1866 Henry Maudsley, anche lui medico psichiatra, figura piuttosto controversa, descritto come "costantemente incoerente". Morì nel 1918, dopo sua moglie. La coppia non ebbe figli.

## Il Padiglione Conolly a Siena
Si tratta certamente di un caso curioso e paradossale. Il manicomio senese, l'Ex ospedale psichiatrico di San Niccolò, prese il posto di un monastero di fondazione trecentesca a Porta Romana nel 1818, quando il monastero fu soppresso. Sotto la direzione del pratese Carlo Livi, il manicomio divenne centro di attenzione terapeurica anche grazie alle terapie innovative che praticava, ai laboratori di tessitura per le pazienti femminili e per gli altri lavori manuali agli internati maschili.
Un anno prima della morte di Livi, nel 1876, su progetto dell'architetto Francesco Azzurri, autore di vari edifici manicomiali italiani, fu costruito un nuovo padiglione: un edificio per certi aspetti eccezionale, unico nel suo genere sotto il profilo sanitario esistente in Italia - un panopticon - a base circolare che consentiva la sorveglianza continua dei ricoverati e/o dei carcerati poiché si articolava in cellette che si aprivano anche verso l'esterno in giardinetti con muri invalicabili. Secondo le parole dello stesso Azzurri, i ricoverati potevano "godere dell’aria, del sole e del profumo dei fiori". Ben presto divenne soltanto luogo di reclusione e a questo edificio fu dato il nome di "Conolly".
In epoca fascista, fu usato per rinchiudervi i dissidenti, come ricordano le scritte e i graffiti sui muri.
Con la chiusura dei manicomi, e a quanto pare quello senese fu l'ultimo a chiudere in Italia il 30 settembre 1999, anche il "Conolly" versa in uno stato di grave degrado e da più parti se ne chiede il restauro dato il valore di unicità e di testimonianza, peraltro quale possibile riconversione in archivio storico dell'ex Ospedale Psichiatrico senese.
Quel padiglione, che porta il nome di uno dei medici che cercarono di far diventare la psichiatria uno degli elementi fondamentali della moderna medicina, evitando ai "pazzi" catene, torture e perfino morte, a Siena ospitava i cosiddetti "clamorosi", i presunti incurabili.